# Parque natural de Corralejo
El parque natural de Corralejo es un espacio protegido español de la isla de Fuerteventura (Canarias). Cuenta con más de 2600 hectáreas. Fue clasificado como parque natural en 1994.
Las Dunas de Corralejo están situadas al norte de la isla, en el municipio de La Oliva. Son el principal atractivo turístico de la isla, después de sus playas de arena blanca. Son las dunas más grandes del Archipiélago Canario
Estas grandes dunas tienen un origen orgánico ya que provienen de la disgregación y pulverización de conchas de moluscos y de otros organismos marinos con esqueleto interno.